# Federazione Italiana di American Football
La Federazione Italiana di American Football o FIDAF è l'organismo di governo del football americano in Italia; affiliata alla IFAF e in precedenza alla EFAF (chiusa nel 2014 e sostituita dalla IFAF Europe), è stata riconosciuta il 17 dicembre 2010 dal CONI Disciplina Sportiva Associata Sperimentale, il 20 marzo 2013 come Disciplina Sportiva Associata Provvisoria e, successivamente, il 21 dicembre 2023 il CONI ha riconosciuto la FIDAF come Disciplina Sportiva Associata Effettiva.
La FIDAF ha giurisdizione sull'attività nazionale (campionato maschile e femminile) e internazionale (la Nazionale italiana).
Il presidente federale dal 3 maggio 2002 è Leoluca Orlando.

## Campionati
Il campionato di massima serie affiliato alla FIDAF è, dal 2008, la Prima Divisione, organizzata fino al 2016 dalla IFL. Esiste anche una serie inferiore, la Seconda Divisione, organizzata fino al 2014 dalla LENAF, a sua volta affiliata alla FIDAF.
Il terzo campionato per importanza è la Terza Divisione.
La principale differenza con le altre serie è che il numero di giocatori diventa nove (ed il campo viene ridotto in larghezza).
Nel 2013 è stato giocato il primo campionato femminile di football americano, denominato CIFAF.
Esistono infine diversi livelli giovanili, denominati College e High school.
Alla FIDAF è inoltre affiliata la LIFF, che si occupa di organizzare i campionati di flag football.
È in atto la volontà di coprire l'area amatoriale.
Il regolamento di gioco applicato nel football americano organizzato dalla FIDAF è quello rilasciato dalla IFAF che a sua volta deriva dal  regolamento NCAA degli USA.
Circa ogni anno la federazione FIDAF dirama un documento che specifica le differenze e/o deroghe al regolamento IFAF.
La prima serie è classificata nel settore professionistico riconosciuto dal CONI.

## Hall of Fame
Nel 2017, la FIDAF ha re-inizializzato la Hall of Fame del football americano in Italia.
Nella serata di sabato 8 luglio 2017, in occasione del XXXVII Italian Bowl, è stata eseguita la cerimonia dell'introduzione nella FIDAF Hall of Fame dei primi 10 nomi selezionati.